# Silene kiusiana
Silene kiusiana är en nejlikväxtart som först beskrevs av Tomitaro Makino, och fick sitt nu gällande namn av Hiroyoshi Ohashi och H. Nakai. Silene kiusiana ingår i släktet glimmar, och familjen nejlikväxter. Inga underarter finns listade i Catalogue of Life.